# Isertia
Isertia là một chi thực vật có hoa trong họ Thiến thảo (Rubiaceae).

## Loài
Chi Isertia gồm các loài: